# Philip Astley
Philip Astley (Newcastle-under-Lyme, Inglaterra, 8 de enero de 1742-París, 27 de enero de 1814) fue un jinete y acróbata británico, considerado el «padre del circo moderno».

## Biografía

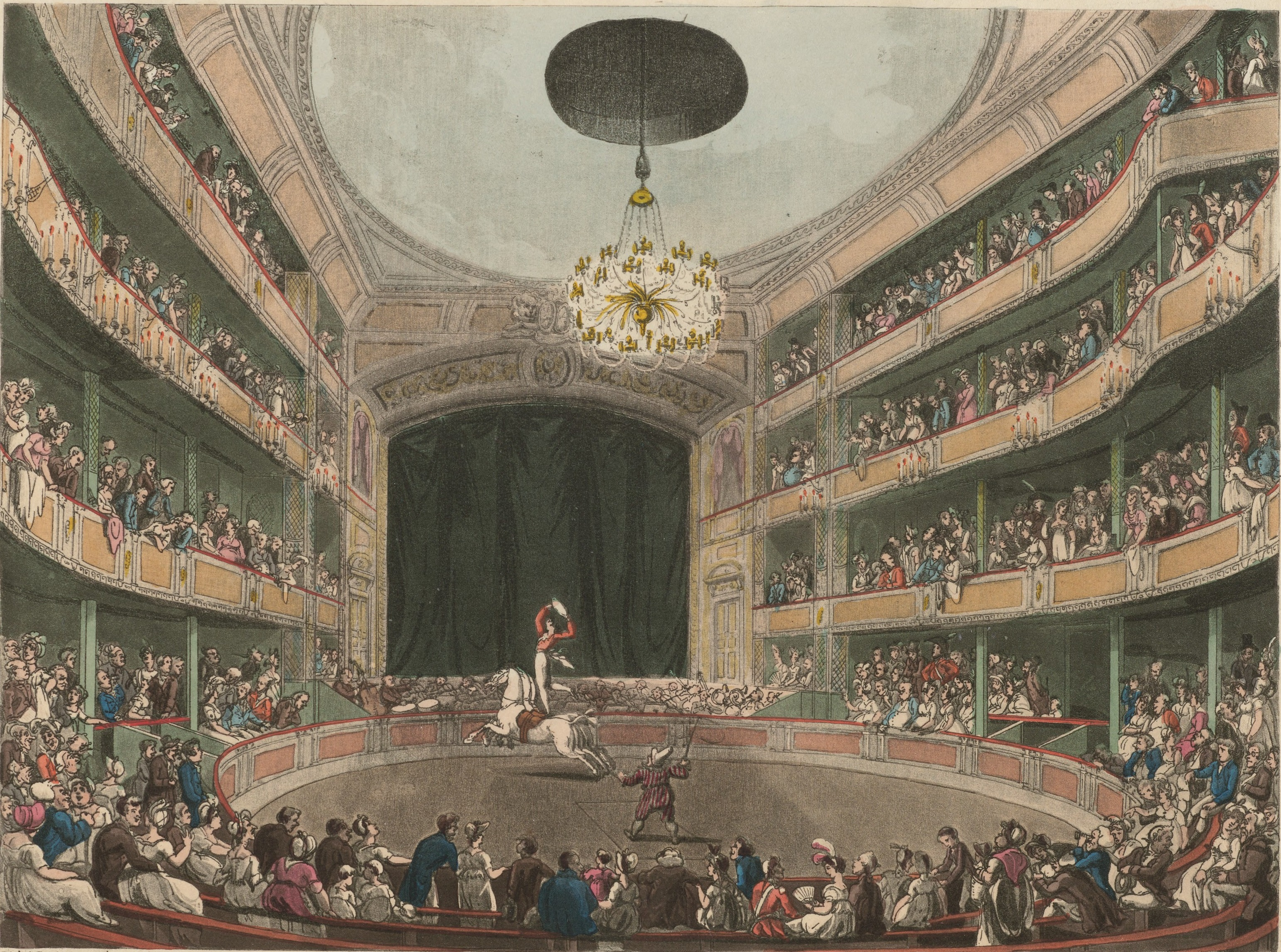
Anfiteatro Astley (1808)

Militar de carrera, Astley destacó por sus habilidades como jinete, motivo por el cual, tras licenciarse del ejército en 1768, inició un espectáculo en el que exhibía su pericia ecuestre. Para ello compró un pequeño recinto al sur de Londres, que llamó Astley Riding House, donde inicialmente ofrecía espectáculos ecuestres las tardes de verano, en paralelo con su trabajo como profesor de equitación. A estas exhibiciones añadió una banda de música y, con el tiempo, fue incorporando otras figuras del mundo de la farándula y los espectáculos ambulantes, como acróbatas, saltimbanquis, mimos y payasos. Este tipo de artistas actuaban hasta entonces o bien en ferias ambulantes o bien en teatros, en los intermedios que se hacían entre los diversos actos de las representaciones teatrales. Sin embargo, en el siglo XVIII se inició un movimiento de depuración de las artes escénicas liderado por el dramaturgo David Garrick, por lo que este tipo de artistas quedó relegado a las ferias y los ambientes casi marginales. Astley los incorporó a su espectáculo y les dio un nuevo escenario donde actuar, con lo que dio origen al circo moderno. Su recinto inicial, una grada circular sin techo, fue creciendo y se convirtió en un anfiteatro, que gozó de gran éxito. Con el tiempo, llegó a poseer diecinueve circos repartidos por toda Europa.

## Legado
La industria del circo, en el formato de una experiencia de entretenimiento que incluye música, animales domesticados, acróbatas y payasos, es legado del Anfiteatro Astley (Astley's Amphitheatre), una escuela de equitación que Astley fundó en Londres siguiendo el éxito de la invención de su anillo de circo en 1768.
El 31 de mayo de 1982, el ilusionista Fred Van Buren organizó la primera celebración de Philip Astley en el carnaval anual de Newcastle-under-Lyme, cuyo tema era El circo de Philip Astley. Este acontecimiento inició el camino para devolver a Astley al conocimiento del público.
Más tarde, en 1992, el mago ilusionista británico Andrew Van Buren encargó la realización de una estatua a tamaño natural de Philip Astley para celebrar el 250 aniversario del nacimiento de Astley. Van Buren es el experto en Astley y comisario del Proyecto Philip Astley, que crea y une archivos, exposiciones y una serie de eventos para celebrar el 250 aniversario del circo en 2018 y más allá.